# Zalavas
Zalavas (en polaco: Zułów) es un pueblo de Lituania, en la ribera del Mera, cerca de Švenčionys. Según el censo de 2001 tiene una población de 170 habitantes. Es mayormente conocido por ser el lugar de nacimiento de Józef Piłsudski, mariscal de Polonia y jefe del Estado.

## Historia
La aldea, anteriormente llamada Mieciany, fue mencionada por primera vez a finales del siglo XVII, como la propiedad privada de Aleksander Wojna - Jasieniecki, un noble de Navahrudak. Después pasó a ser propiedad de la familia de la princesa Giedraičiai en el siglo XVIII. El pueblo fue comprado por la familia de Rurikid Ogiński, perteneciente a una de las familias aristócratas más influyentes del Gran Ducado de Lituania. A principios del siglo xix, el pueblo fue heredado por Michałowskis. Fue la dote de Helena Michałowska, y pasó a su marido, Antoni Billewicz, quien luego se la dio como dote a su hija, María Billewiczowna. En 1863, tras el matrimonio de ésta con Józef Wincenty Piłsudski, la aldea se convirtió en la propiedad de la familia Piłsudski. Fue allí, por tanto donde sus hijos nacieron, Bronisław Piłsudski (nacido el 2 de noviembre de 1866) y Józef Piłsudski (nacido el 5 de diciembre de 1867). En julio de 1874, los señoríos locales quemaron las tierras y la familia se tuvo que trasladar a Vilna. Poco después la familia se vio obligada a vender todas sus propiedades en Lituania (incluido Zalavas y otras 19 aldeas) para el pago de las costas judiciales y las multas, de Bronisław, que estuvo involucrado en un intento de asesinato contra la vida del zar Alejandro III de Rusia de (Junto con Aleksandr Ulyanov, hermano de Lenin). En 1882 fue comprada por Michał Ogiński, un heredero de la familia Ogiński que la tuvo en propiedad en el siglo XVIII. Sin embargo, como la política de rusificación de las antiguas tierras de la República de las Dos Naciones, prohibió a los polacos la compra de bienes inmuebles, se vio obligado a venderlo a un comerciante ruso de Riga llamado Klim. Este último vendió la villa a un funcionario imperial llamado Kuronosov, con el que se repartió la propiedad, vendió la mayoría de los bosques y se vio obligado a abandonar la zona en 1915. 
Durante la Primera Guerra Mundial los alemanes ocuparon la zona a finales de 1915, y la mayoría del bosque desapareció. Después de la guerra, la zona pasó a ser parte de la Segunda República Polaca. Y dado que la propiedad había pertenecido a un oficial ruso que la abandonó en 1915, ésta se nacionalizó, y se limitó a la central de 65 hectáreas, conectada a una base militar ubicada cerca. En 1934 una asociación de veteranos de la guerra polaco-soviética compraron para el ejército y se creó un comité cuyo objetivo era reconstruir el señorío de Piłsudski, que en el itinerario se había convertido en el héroe nacional y, de facto, dictador de Polonia. La mansión fue reconstruida y abierta oficialmente al público como museo el 10 de octubre de 1937. Sin embargo, fue destruida por los soviéticos poco después de la guerra defensiva polaca de 1939. Actualmente un roble y un monumento de piedra marcan el terreno.
- Datos: Q2606178
- Multimedia: Zalavas / Q2606178